# Mars 1857

## Événements
- 3 mars : la France et le Royaume-Uni déclarent la guerre à la Chine, et y envoient des troupes.
  - Opération navale franco-anglaise sur Canton, qui est occupée. Les Qing, débordés par la révolte des Taiping, sont incapables de résister aux pressions occidentales.

- 4 mars : début de la présidence démocrate de James Buchanan aux États-Unis (fin en 1861). Élu par 14 États esclavagistes et 5 États antiesclavagistes, il refuse d’intervenir sur la question de l’esclavage.

- 6 mars : l’arrêt Dred Scott annule le compromis du Missouri. La Cour suprême déclare que l’esclave Dred Scott ne peut ester en justice pour défendre sa liberté car il n’est pas une personne mais un bien.

## Naissances
- 22 mars : Paul Doumer, futur président de la République française.
- 23 mars : Léopold Duzas est un artiste lyrique ténor français.
- 31 mars : Édouard Rod, écrivain suisse.

## Décès
- 14 mars : Édouard-Alphonse Dupont, peintre français.
- 20 mars : Pierre-Armand Dufrénoy, géologue et minéralogiste français.